# Budoši
Budoši (en serbe cyrillique : Будоши) est un village de Bosnie-Herzégovine. Il est situé sur le territoire de la ville de Trebinje et dans la république serbe de Bosnie. Selon les premiers résultats du recensement bosnien de 2013, il compte 22 habitants.

## Géographie
Le village est situé au nord-est de Trebinje, à l'ouest du lac de Bileća.
Il est entouré par les localités suivantes :
|       | Mosko     |                          |
| Jasen | Budoši    | Gornje Vrbno Donje Vrbno |
|       | Necvijeće |                          |

## Histoire
Sur le territoire du village se trouve un moulin ancien inscrit sur la liste provisoire des monuments nationaux de Bosnie-Herzégovine

## Démographie

### Évolution historique de la population dans la localité
| 1948 | 1953 | 1961 | 1971 | 1981 | 1991 | 2013 |
| ---- | ---- | ---- | ---- | ---- | ---- | ---- |
| -    | -    | 64   | 58   | 58   | 41   | 22   |

|  |

### Répartition de la population par nationalités (1991)
En 1991, les 41 habitants du village étaient tous serbes.